# Pau Misser
|  | No confondre amb el ciclista Pau Misser Vilaseca |

Pau Misser (s. XVII-XVIII) Es desconeixen les dades biogràfiques d'aquest compositor de la darreria del segle xvii. S'ha trobat el seu testimoniatge al corpus documental del plet que Tomàs Milans i Godayols mantingué contra el rector i els jurats de la vila de Canet, a on, en el tretzè punt de la seva declaració, esmentava que feia 33 anys que era resident de la parròquia de Canet de Mar.
Se'n conserven tres obres al fons canatenc, un Salve per a 6 v i Ac, un Villancet per a 6 v i instr, i un Villancet per a 6 v i Ac.